# Ford Model N
Cet article concerne l'automobile. Pour le tracteur, voir Tracteur Ford série N.
 (juin 2022).
La Ford Model N est une automobile produite par la Ford Motor Company; elle a été introduite en 1906 en tant que successeur des Ford A et Ford Model C ainsi que modèle d'entrée de gamme bon marché de la société. Elle a été construite à l'usine Ford de l'avenue Piquette.
La Model N divergeait de ses prédécesseurs parce qu'il s'agissait d'une voiture à moteur avant avec un moteur quatre cylindres. Le quatre cylindres en ligne de 15 chevaux entraînait les roues arrière via un long arbre. C'était aussi la première voiture américaine à utiliser de l'acier au vanadium. La voiture avait un empattement de 84 po (2100 mm).
Modèle à succès, 7000 voitures ont été fabriquées avant la fin de la production en 1908. À 500 $ US, la voiture était considérée comme très abordable à l'époque; en revanche, l'Oldsmobile Runabout à haut volume coûtait 650 $, la Model A de Western Gale coûtait 500 $, la Brush Runabout 485 $, la Black 375 $, et la Success 250 $. Le marron était la seule couleur d'usine pour la Model N.

## Model R
La Model R était un niveau de finition plus élevé de la Model N avec une carrosserie plus grande, des roues couvertes par des ailes complètes, des marchepieds et des lampes à huile. La Model R coûtait 650 $, 150 $ de plus que la Model N de base à 500 $. La Model R était une offre seulement pour l'année modèle 1907 et 2500 ont été vendues. La couleur était principalement vert foncé, avec des sièges en cuir, des accessoires en laiton et un réservoir de carburant contenant 8 gallons US (6,7 gallons impériaux; 30 litres). D'autres différences par rapport à la Model N comprenaient des pneus de 30 pouces, un coffre arrondi et un graisseur mécanique McCord, plutôt que le graisseur à pression d'échappement de la Model N.

## Model S
Deux styles de Model S ont été produits, un runabout et un roadster. La S runabout est apparu pour la première fois à la fin de l'année modèle 1907 et était similaire à la Model R, se vendant 700 $, 50 $ de moins que la R. Les deux modèles ont été vendus pendant une courte période avant que la R ne soit abandonnée pour l'année modèle / fiscal 1908. La S roadster, comme la R, avait des ailes attachées aux marchepieds et un graisseur mécanique. Les différences par rapport à la R comprenaient des pneus de 28 pouces et le coffre pointu de la Model N.
La Model S Roadster était basée sur le même châssis que les Model N, R et S runabout précédent. Faisant son apparition pendant l'année fiscale / modèle 1908 de Ford, la Roadster S avait un capot fermé, des ailes pleines et des tabliers de garde-boue, et un troisième siège «de coffre». Comme les R et S runabouts, la S Roadster utilisait un graisseur à pression McCord. Comme la Model R, la S Roadster était équipé de pneus de 30 pouces. La S Roadster et la Model K Roadster étaient les derniers modèles produits au cours de l'été 1908 alors que Ford se rééquipait et se préparait pour l'avènement de la Model T. La S Roadster se vendait à 750 $. Des extras tels qu'un toit convertible, des lampes à gaz et des porte-parapluies étaient disponibles. Les 3750 S Roadster ont été vendus entre 1908 et 1909.